# Operação Iskra
A Operação Iskra (em russo:  операция Искра), também chamada Operação Faísca, foi uma operação militar soviética no teatro oriental da Segunda Guerra Mundial, destinada a quebrar o Cerco de Leninegrado pela Wehrmacht.
O planejamento da operação começou logo após o fracasso da Ofensiva de Siniavino. A derrota alemã na Batalha de Stalingrado no final de 1942 enfraqueceu a frente alemã, e em janeiro de 1943 as forças soviéticas estavam planejando ou conduzindo operações ofensivas por toda a frente germano-soviética, especialmente no sul da Rússia. A Operação Iskra foi a parte norte da ampla contra-ofensiva soviética de inverno de 1942-1943.
A operação foi conduzida pela Frente de Leningrado, pela Frente de Volkhov e pela Frota do Báltico, de 12 a 30 de janeiro de 1943, com o objetivo de criar uma conexão terrestre com Leningrado. As forças soviéticas, divididas em pinças, se uniram em 18 de janeiro e, em 22 de janeiro, a linha de frente foi estabilizada. A operação abriu com sucesso um corredor terrestre para a cidade, com 8 a 10 km de largura ao longo de sua extensão. Uma ferrovia foi construída rapidamente através do corredor, que permitia que mais suprimentos chegassem à cidade do que os que vinham sendo transportados pela Estrada da Vida, através da superfície congelada do Lago Ladoga. Assim, a operação permitiu reduzir significativamente a possibilidade de captura da cidade e o estabelecimento de uma ligação estável entre Alemanha e a Finlândia.
O sucesso levou à Operação Estrela Polar, menos de duas semanas depois, que teve como objetivo derrotar decisivamente o Grupo de Exércitos Norte, ao cerca-lo por completo. Essa operação de maneira geral falhou, alcançando apenas um progresso mínimo. As forças soviéticas fizeram outras tentativas em 1943, para renovar sua ofensiva e levantar completamente o cerco, mas obtiveram apenas ganhos modestos em cada uma delas. O corredor permaneceu dentro do alcance da artilharia alemã, e o cerco só foi finalmente suspenso um ano depois, em 27 de janeiro de 1944.

## Contexto
O cerco a Leningrado começou no início do outono de 1941. Em 8 de setembro de 1941, forças alemãs e finlandesas tinham cercado a cidade, cortando todas as rotas de abastecimento para Leningrado e seus subúrbios. No entanto, a ofensiva contra a cidade falhou, e a cidade foi submetida a um cerco. Durante 1942, os soviéticos fizeram várias tentativas para romper o bloqueio, mas todas falharam. A última tentativa desse tipo foi a Ofensiva de Siniavino, que falhou. Assim, a linha de frente voltou ao que era antes da ofensiva, e novamente 16 km separavam a Frente de Leningrado, liderada por Leonid Govorov, localizada na cidade, da Frente Volkhov, liderada por Kirill Meretskov e localizada no exterior.
Apesar dos fracassos das operações anteriores, levantar o cerco de Leningrado constituía uma alta prioridade para os soviéticos. Assim, novos preparativos ofensivos começaram em novembro de 1942. Em dezembro, a operação foi aprovada pelo Stavka e recebeu o codinome "Iskra" (Faísca). A operação era prevista para começar em janeiro de 1943.
Em janeiro de 1943, as condições estavam melhorando para os soviéticos. A derrota alemã na Batalha de Stalingrado enfraqueceu a frente alemã. As forças soviéticas estavam planejando ou conduzindo operações ofensivas em toda a frente, especialmente no sudoeste da Rússia. Em meio a essas condições, a Operação Iskra se tornaria a primeira de várias operações ofensivas destinadas a infligir uma derrota decisiva no Grupo de Exércitos Norte da Alemanha.

## Preparações
A área ao sul do Lago Ladoga é densamente arborizada, com muitas zonas úmidas (especialmente depósitos de turfa) perto do lago. A floresta protegia ambos os lados da observação visual. Ambos os fatores dificultaram bastante a mobilidade da artilharia e dos veículos na área, proporcionando uma vantagem considerável às forças defensoras. As alturas de Siniavino eram um local-chave, com terreno 150 m mais alto do que o terreno circundante. Como a linha de frente havia mudado muito pouco desde que o bloqueio foi estabelecido, as forças alemãs haviam construído uma extensa rede de trincheiras e obstáculos, interligando a artilharia e morteiros. O rio Neva estava parcialmente congelado, permitindo que a infantaria cruzasse.

### Preparações alemãs

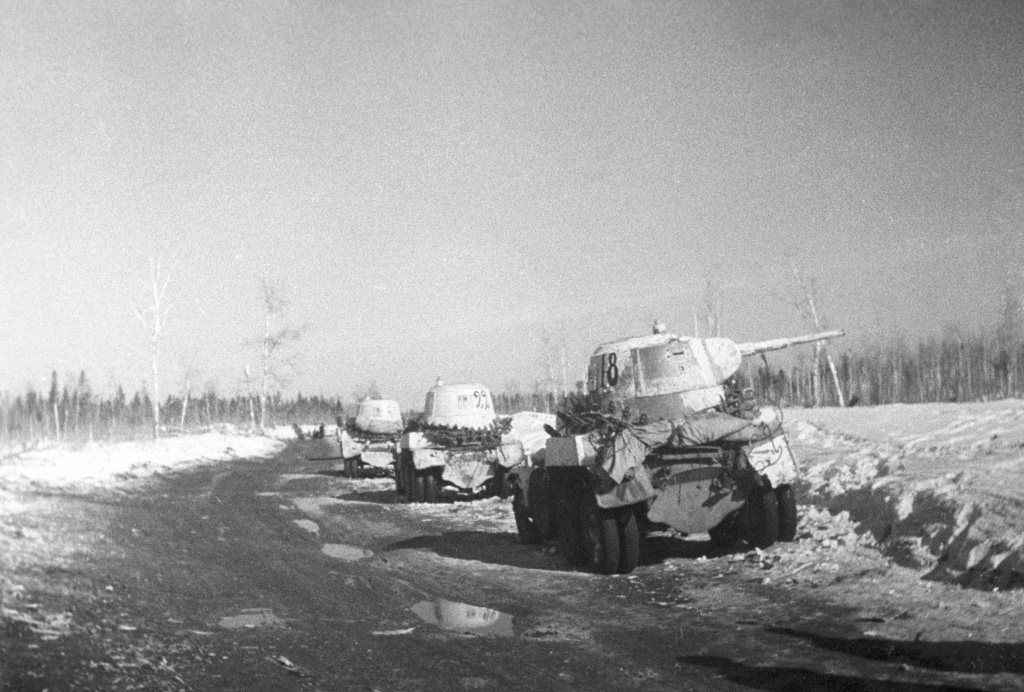
Coluna de tanques soviéticos. Foto tomada durante o inverno de 1942, ao redor de Leningrado.

Os alemães estavam bem conscientes de que romper o bloqueio era muito importante para o lado soviético. Contudo, devido ao revés em Stalingrado e à ofensiva soviética em Velikie Luki (1943) ao sul de Leningrado, o Grupo de Exércitos Norte foi ordenado permanecer na defensiva e foi despojado de muitas tropas. O 11º Exército, que deveria liderar o ataque a Leningrado em setembro de 1942, e que havia frustrado a última ofensiva soviética, foi transferido para o Grupo de Exércitos Centro em outubro. Outras nove divisões foram transferidas para outros setores.
No início da ofensiva soviética, o 18º Exército alemão, liderado por Georg Lindemann, consistia em 26 divisões espalhadas por 45 km de frente. O exército estava muito espalhado e, como resultado, não tinha reservas consideráveis. Em vez disso, cada divisão tinha uma reserva tática de um ou dois batalhões, e as reservas do exército consistiam em porções da 96ª Divisão de Infantaria e da 5ª Divisão de Montanha. A Luftflotte 1 forneceu o apoio aéreo ao exército.
Cinco divisões e parte de uma outra guardavam o estreito corredor que separava as frentes soviéticas de Leningrado e Volkhov. O corredor tinha apenas 16 km de largura, e era chamado de "gargalo". As divisões alemãs estavam bem fortificadas nessa área, onde a linha de frente estava virtualmente inalterada desde setembro de 1941, e esperavam repelir a ofensiva soviética.

### Preparações soviéticas
```

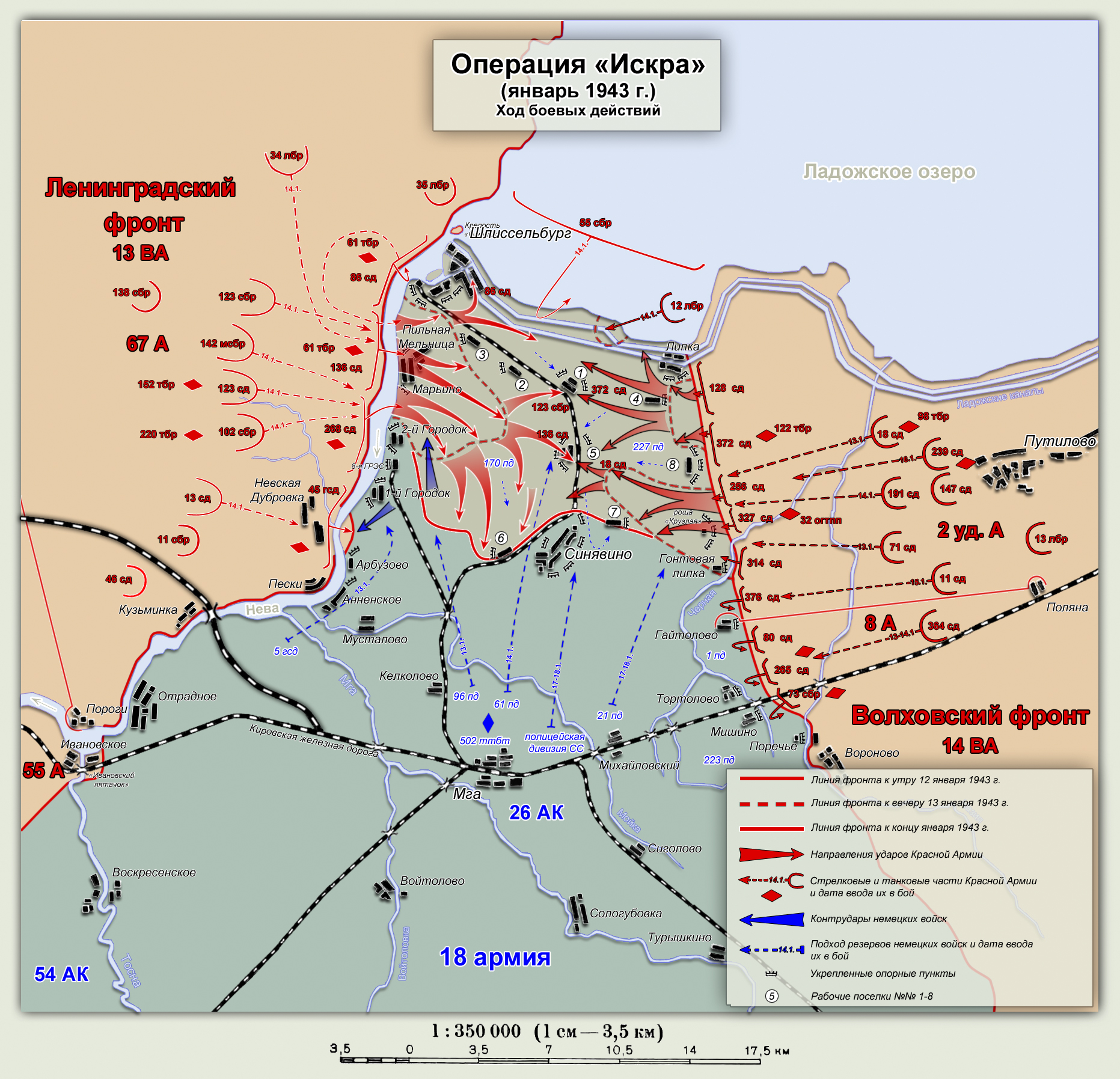
Movimento de tropas em janeiro.

O plano para a Operação Iskra foi aprovado em dezembro. 
```

 Com os esforços combinados das Frentes de Volkhov e Leningrado, derrote o inimigo na área de Lipka, Gaitolovo, Dubrovka, Shlisselburg, e assim penetre no bloqueio de Leningrado.  Termine a operação até o final de janeiro de 1943.  
 Isso significava recapturar o "gargalo" e abrir um corredor de 10 km para Leningrado. Depois disso, as duas frentes deveriam descansar por 10 dias e retomar a ofensiva para o sul em outras operações.
A maior diferença da ofensiva anterior de Siniavino foi a localização do ataque principal. Em setembro de 1942, as forças soviéticas atacaram ao sul da cidade de Siniavino, o que lhes permitira cercar várias divisões alemãs, mas também deixara o exército aberto a ataques em seu flanco do norte, e foi isso que causou a falha da ofensiva. Em janeiro de 1943, a ofensiva foi conduzida ao norte de Siniavino, mais perto da margem do Lago Ladoga, o que eliminou a ameaça de ataques e aumentou a probabilidade de sucesso, mas forçou os soviéticos a abandonar a idéia de cercar a maioria das forças alemãs no "gargalo".
A ofensiva seria conduzida pelo 67º Exército da Frente de Leningrado, e pelo 2º Exército de Choque da Frente de Volkhov, comandados respectivamente pelo Major-general M. P. Dukhanov e pelo Tenente-general V. Z. Romanovski. O 8º Exército, comandado pelo Tenente-general F. N. Starikov, deveria realizar uma ofensiva limitada no flanco do 2º Exército de Choque, e defender em outro lugar. Os 13º e 14º exércitos aéreos forneceram apoio aéreo.
As duas frentes treinaram em dezembro, e se prepararam para a ofensiva e receberam reforços significativos. Estes incluíam não apenas reposição e divisões e brigadas adicionais, mas também unidades adicionais significativas de artilharia e engenharia, que eram vitais para violar as pesadas defesas alemãs. Unidades especializadas de inverno incluíam três brigadas de esqui e quatro batalhões de aerosani. Para garantir que as forças soviéticas tivessem superioridade aérea, a qual lhes faltara na ofensiva anterior, a força aérea na área foi aumentada para um total de mais de 800 aviões, predominantemente caças. As grandes formações de tanques não podiam operar bem no terreno pantanoso, de modo que formações de tanques foram usadas principalmente como batalhões que reforçavam divisões e brigadas um pouco maiores, e que deveriam operar de forma independente.
Originalmente, a operação deveria começar em 1º de janeiro, mas as condições ruins do gelo no Neva fizeram com que a ofensiva fosse adiada até 12 de janeiro. Várias medidas foram tomadas para evitar que os detalhes da operação fossem revelados aos alemães. Apenas um número limitado de oficiais de alto escalão esteva envolvido no planejamento, todas as redistribuições de tropas foram realizadas em mau tempo ou à noite, e operações de maskirovka, notadamente simulações de preparação de ataques, foram feitas em outros lugares, afim confundir o lado alemão.
Em 10 de janeiro, o Stavka enviou Gueorgui Júkov como seu representante para coordenar a batalha. As divisões de fuzileiros ocuparam suas posições de ataque em 11 de janeiro, e os primeiros esquadrões tanques ocuparam suas posições avançadas no início de 12 de janeiro.

## Batalha

### Início da batalha

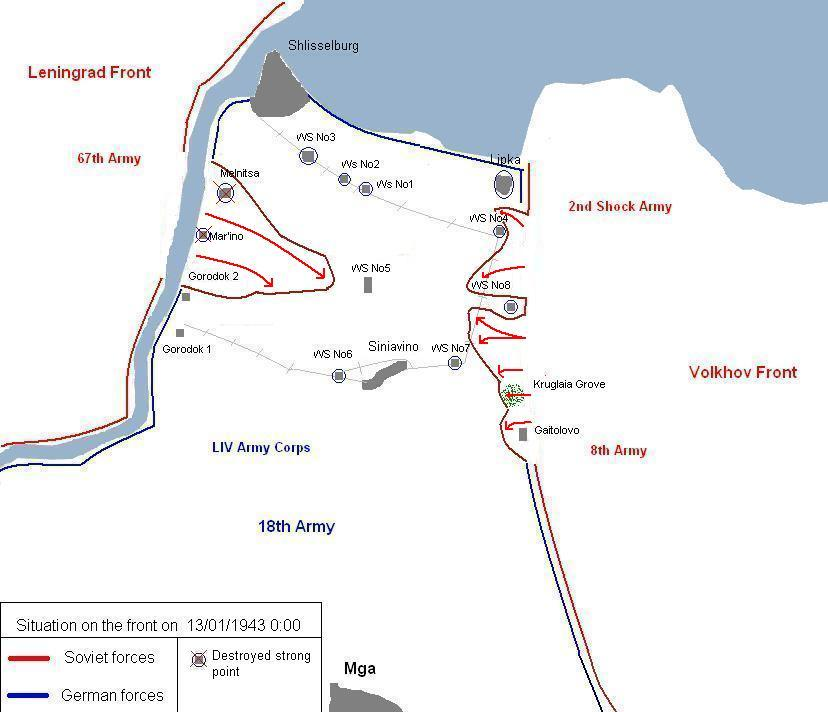
Avanço soviético em 12 de janeiro.

Na noite anterior ao início das operações, os bombardeiros noturnos soviéticos atacaram as posições de artilharia e o quartel-general divisional alemão, a fim de atrapalhar o comando e o controle alemães. Os bombardeiros também atacaram aeródromos alemães e centros de comunicação, para interromper o fluxo de reforços. A Operação Iskra começou às 9h30 do dia 12 de janeiro, quando as duas frentes soviéticas começaram uma preparação de artilharia que durou quase duas horas e meia, no lado oeste, e quase duas horas, no lado leste do gargalo. O ataque soviético começou cinco minutos antes de a preparação da artilharia terminar, com uma barragem de Katiusha que buscava explorar plenamente os efeitos da artilharia.
As forças da Frente de Leningrado alcançaram seu maior sucesso entre Shlisselburg e Gorodok 1. Aqui, as 136ª e 268ª divisões de fuzileiros soviéticos, com tanques de apoio e artilharia, conquistaram uma cabeça de ponte de aproximadamente 5 km de largura e 3 km de profundidade. Às 18h, sapadores construíram pontes perto de Mar'ino para permitir o avanço das tropas do segundo escalão. O ataque mais ao norte, em Shlisselburg, falhou, e os ataques mais ao sul, perto de Gorodok, resultaram apenas na captura da primeira linha de trincheiras alemãs. À noite, o comando da frente decidiu explorar a cabeça de ponte formada, e as tropas que atacavam Shlisselburg através do Neva foram deslocadas através do rio, para atacá-la pelo sul.
O ataque da Frente de Volkhov teve menos sucesso, pois as forças do 2º Exército de Choque conseguiram envolver, mas não destruir, os pontos-fortes alemães em Lipka e na Colônia de Trabalhadores nº 8. Esta última constituiu uma impressionante posição defensiva, com uma guarnição de 700 homens e 16 bunkers. Fogo pesado nos flancos, desde esses pontos-fortes, impediu qualquer avanço adicional, mas o 2º Exército de Choque penetrou 2 km nas defesas alemãs. Mais ao sul, entre a Colônia de Trabalhadores nº 8 e o Bosque de Kruglaia, o avanço foi de 1 ou 2 km de profundidade, enquanto ainda mais ao sul, os ataques de flanco do 8º Exército só conseguiram bater a primeira linha de trincheiras alemãs.
O lado alemão reagiu, distribuindo suas reservas para a região durante toda a noite. Um grupo de batalha improvisado, composto por cinco batalhões da 96ª Divisão de Infantaria, apoiados por artilharia e quatro tanques Tiger VI, moveu-se para Gorodok nº 2, para reforçar a 170ª Divisão de Infantaria, a oeste. Outro grupo de batalha semelhante, usando batalhões da 96ª Divisão de Infantaria, foi enviado para a Colônia de Trabalhadores nº 1, para apoiar a 227ª Divisão de Infantaria.

### Avanço soviético

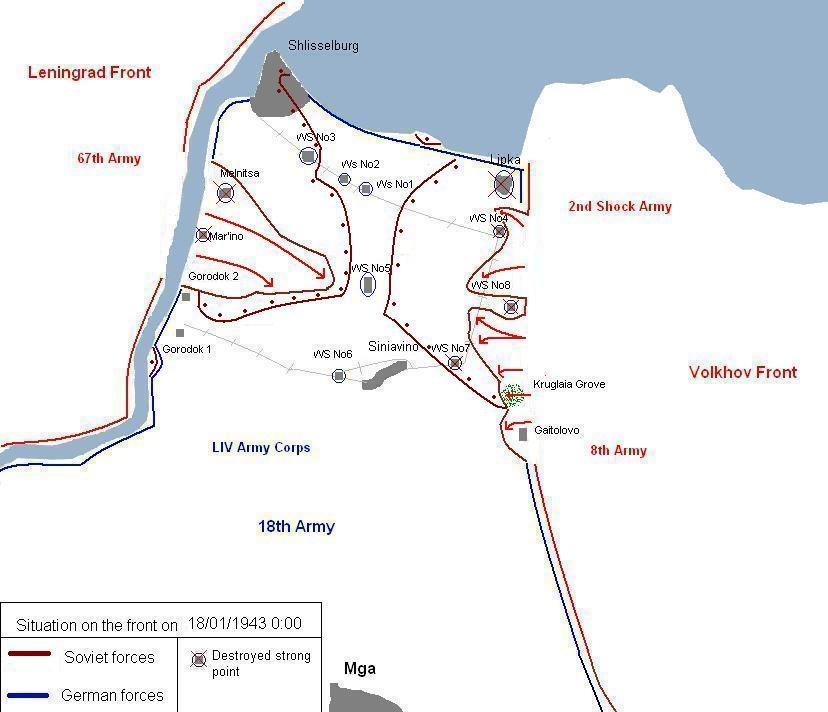
Avanço soviético até 18 de janeiro.

Nos cinco dias que se seguiram, os combates foram muito duros, e os soviéticos avançaram lentamente através das pesadas defesas alemãs e repeliram os contra-ataques alemães. Em 13 de janeiro, o mau tempo impediu que o lado soviético empregasse sua força aérea, e eles ganharam pouco terreno e sofreram pesadas perdas. O lado alemão, depois de seus contra-ataques não terem conseguido repelir as tropas soviéticas, começou a reforçar ainda mais a área, reunindo grupos de batalha usando partes de divisões de regiões mais calmas da frente. Estas, incluíam grupos da 1ª Divisão de Infantaria, da 61ª Divisão de Infantaria, da 5ª Divisão de Montanha e da Divisão de Políci da SS.
Em 14 de janeiro, o clima melhorou o suficiente para permitir novamente o apoio aéreo, e o avanço soviético recomeçou, embora a um ritmo lento. Para acelerar o cerco do ponto-forte em Lipka, os soviéticos usaram a 12ª Brigada de Esqui, que atravessou o gelo do Lago Ladoga e atacou as linhas traseiras alemãs. No final do dia, as forças alemãs nas áreas de Lipka e Shlisselburg estavam quase completamente isoladas do resto das forças alemãs.
De 15 a 17 de janeiro, as frentes soviéticas lutaram umas em direção às outras, capturando os pontos-fortes nos assentamentos de trabalhadores nº 3, 4, 7, 8, e na maior parte de Shlisselburg. No final de 17 de janeiro eles estavam a apenas 1,5–2 km dos assentamentos de trabalhadores nº 1 e 5. Em 15 de janeiro, Govorov foi promovido a coronel-general.

### Linkup e corredor de terra

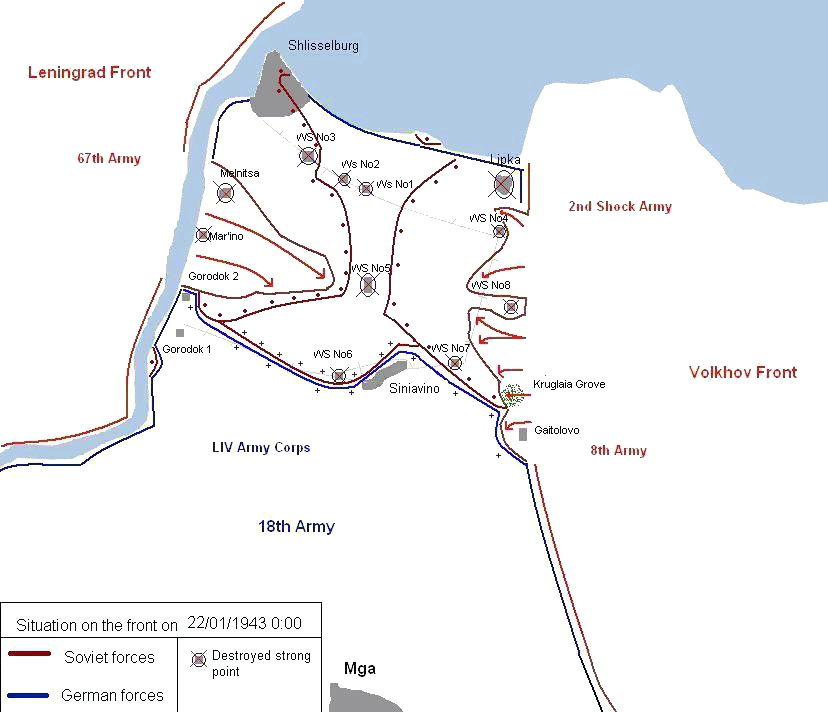
Avanço soviético até 22 de janeiro

No dia 18 de janeiro, às 9h30min, os elementos principais da 123ª Divisão de Fuzileiros do 67º Exército e a 372ª Divisão de Fuzileiros do 2º Exército de Choque, se ligaram perto da Colônia de Trabalhadores nº 1, quebrando tecnicamente o bloqueio e marcando uma data importante no Cerco de Leningrado. Forças alemãs ao norte da colônia foram cortadas. O Grupo Huhner, formado por dois grupos de combate sob o comando do tenente-general Huhner, comandante da 61ª Divisão de Infantaria, deveria ocupar o corredor entre as colônias de trabalhadores nº 1 e 5, mas não foi mais capaz de fazê-lo. Mais tarde naquele mesmo dia, as forças soviéticas capturaram a Colônia de Trabalhadores nº 5, após repelir um forte contra-ataque alemão. Os elementos principais da 136ª Divisão de Fuzileiros do 67º Exército e da 18ª Divisão de Fuzileiros do 2º Exército de Choque se ligaram ao norte do assentamento às 11h45min. O grupo Huhner também foi cortado e recebeu ordem de invadir a área florestal em direção a Siniavino, antes que as principais forças soviéticas chegassem e tornasse sua fuga impossível. O grupo Huhner abandonou sua artilharia e equipamento pesado e executou "a luva de fogo" antes de chegar a Siniavino em 19 de janeiro. A fuga foi dispendiosa para ambos os lados. No início da tarde, as forças soviéticas limparam Shlisselburg e Lipka das forças alemãs, e começaram a liquidar as forças remanescentes nas florestas ao sul do Lago Ladoga.
De 19 a 21 de janeiro, as forças soviéticas eliminaram as forças alemãs cercadas e tentaram expandir sua ofensiva para o sul, em direção a Siniavino. No entanto, o 18º Exército reforçou significativamente suas posições com a Polícia da SS, a 21ª Infantaria e logo após a 11ª Divisão de Infantaria e a 28ª Divisão de Montanha. As forças soviéticas capturaram o Assentamento de Trabalhadores Nº 6, mas não puderam avançar mais.

### Linha de frente estabilizada, construção de ferrovia
Não houve mudanças na linha de frente após 21 de janeiro, como resultado da Operação Iskra. As forças soviéticas não conseguiram avançar mais, e começaram a fortalecer a área para frustrar qualquer tentativa alemã de restabelecer o bloqueio. Em 21 de janeiro, começaram os trabalhos na linha férrea que ligava Leningrado ao resto do país, através do corredor capturado. O plano do Comitê de Defesa do Estado, elaborado em 18 de janeiro, ordenou que a construção fosse concluída em 20 dias. O trabalho foi concluído antes do previsto, e os trens começaram a entregar suprimentos em 6 de fevereiro. A operação terminou oficialmente em 30 de janeiro.

## Consequências posteriores
A operação Iskra foi uma vitória estratégica para as forças soviéticas. Do ponto de vista militar, a operação eliminou a possibilidade da captura da cidade e uma ligação germano-finlandesa, pois a Frente de Leningrado estava agora muito bem suprida, reforçada e capaz de cooperar mais estreitamente com a Frente de Volkhov. Para a população civil, a operação significou que mais alimentos puderam chegar à cidade, além de melhores condições e a possibilidade de evacuar mais civis da cidade. Quebrar o bloqueio também teve um efeito estratégico significativo, embora tenha sido ofuscado pela rendição do 6º Exército alemão em Stalingrado apenas alguns dias depois. Notavelmente, o primeiro tanque Tiger VI capturado pelos soviéticos na guerra, foi tomado durante a Operação Iskra. Esse blindado não estava danificado, e foi evacuado pelas forças soviéticas para posterior avaliação.
Também, a vitória levou a promoções para Govorov, que foi promovido a coronel geral em 15 de janeiro, e Júkov, que foi promovido a Marechal da União Soviética em 18 de janeiro. Além disso, Govorov e Meretskov foram premiados com a Ordem de Suvorov 1ª Classe, em 28 de janeiro. As 136ª e 327ª divisões de fuzileiros foram premiadas com a designação de 63ª e 64ª Divisões de Fuzileiros "da Guarda", enquanto a 61ª Brigada de Tanques foi renomeada 30ª Brigada de Tanques da Guarda.
Para o lado alemão, a batalha deixou o 18º Exército muito esticado e exausto. Por falta de reforços suficientes, o comando do Grupo de Exércitos Norte tomou a decisão de encurtar a linha de frente, evacuando o saliente do Bolsão de Demiansk. O saliente fora mantido ao longo de 1942, apesar de estar cercado por alguns meses, já que era uma importante ponte estratégica. Juntamente com o saliente de Rjev (que também foi evacuado na primavera de 1943), ele poderia potencialmente ser usado para cercar um grande número de forças soviéticas. No entanto, sua manutenção não foi mais possível.
No entanto, o Stavka sabia que a Operação Iskra estava incompleta, pois o corredor que ela havia aberto era estreito e ainda estava ao alcance da artilharia alemã, e o terreno alto e o ponto-forte em Siniavino permaneciam sob controle alemão. Isso levou Júkov a planejar a Operação Estrela Polar. Esta operação ofensiva, muito mais ambiciosa, visava derrotar decisivamente o Grupo de Exércitos Norte, mas falhou no início. As forças soviéticas realizaram várias outras ofensivas na área em 1943, expandindo lentamente o corredor, fazendo outros pequenos ganhos antes de finalmente capturar Siniavino em setembro. No entanto, a cidade ainda estava sujeita a pelo menos um cerco parcial, bem como bombardeios aéreos e de artilharia até janeiro de 1944, quando a Ofensiva de Leningrado-Novgorod rompeu as linhas alemãs, levantando o cerco por completo.

## Leitura complementar
- Glantz, David M. (2005). Leningrad: City Under Siege 1941–1944. [S.l.]: Grange Books. ISBN 1840137983
- Haupt, Werner (1997). Army Group North. The Wehrmacht in Russia 1941–1945. [S.l.]: Schiffer Publishing, Atglen, Pennsylvania. ISBN 0764301829
- Krivosheev, Grigoriy (2001). «Россия и СССР в войнах XX века: Потери вооруженных сил: Статистическое исследование» [Russia and the USSR in the wars of the 20th century: Loss of armed forces: Statistical study] (em russo) Google translation
- Meretskov, Kirill (1971). На службе народу (in Russian) Serving the People. [S.l.]: Imported Publications, Incorporated, (English Translation). ISBN 0828504946